# Macabebe
Macabebe é um município de  primeira classe de renda municipal (d) na província A Pampanga, nas Filipinas. De acordo com o censo de 1 de maio  de  2020 possui uma população de 78 151 pessoas e 17 956 domicílios.